# Тимофеево (Наро-Фоминский район)
Тимофеево — деревня в Наро-Фоминском районе Московской области, входит в состав сельского поселения Волчёнковское. Численность постоянного населения по Всероссийской переписи 2010 года — 9 человек. До 2006 года Тимофеево входило в состав Афанасьевского сельского округа.
Деревня расположена в юго-западной части района, у истока безымянного левого притока реки Протвы, примерно в 4 км к югу от города Верея, высота центра над уровнем моря 186 м. Ближайшие населённые пункты в 1,5 км — Афанасьево на северо-запад и Кузьминское на запад.